# Over (cricket)
No jogo de críquete, um over é o total de seis bolas arremessadas pelo arremessador em sua casa, até a casa oposta do adversário.
Em um over normal, o arremessador da equipe que está se defendendo e buscando eliminações, arremessa seis bolas consecutivas, contra a casa adversária com a intenção de derrubar os pinos ou titubear o rebatedor adversário a errar e ser eliminado. Após seis arremessos o árbitro aclama "over", ou seja, após seis bolas arremessada, um over é completado e começa um novo over, pode se continuar com o mesmo jogador ou trocá-lo.
Historicamente o over foi se moldando nos países praticantes até ser definido com seis bolas arremessadas. Atualmente o número de overs limita as formas de partidas. no Test cricket não existe um limite, no One Day International são 50 overs, e no Twenty20 são 20 overs.